# Commando Leemhuis

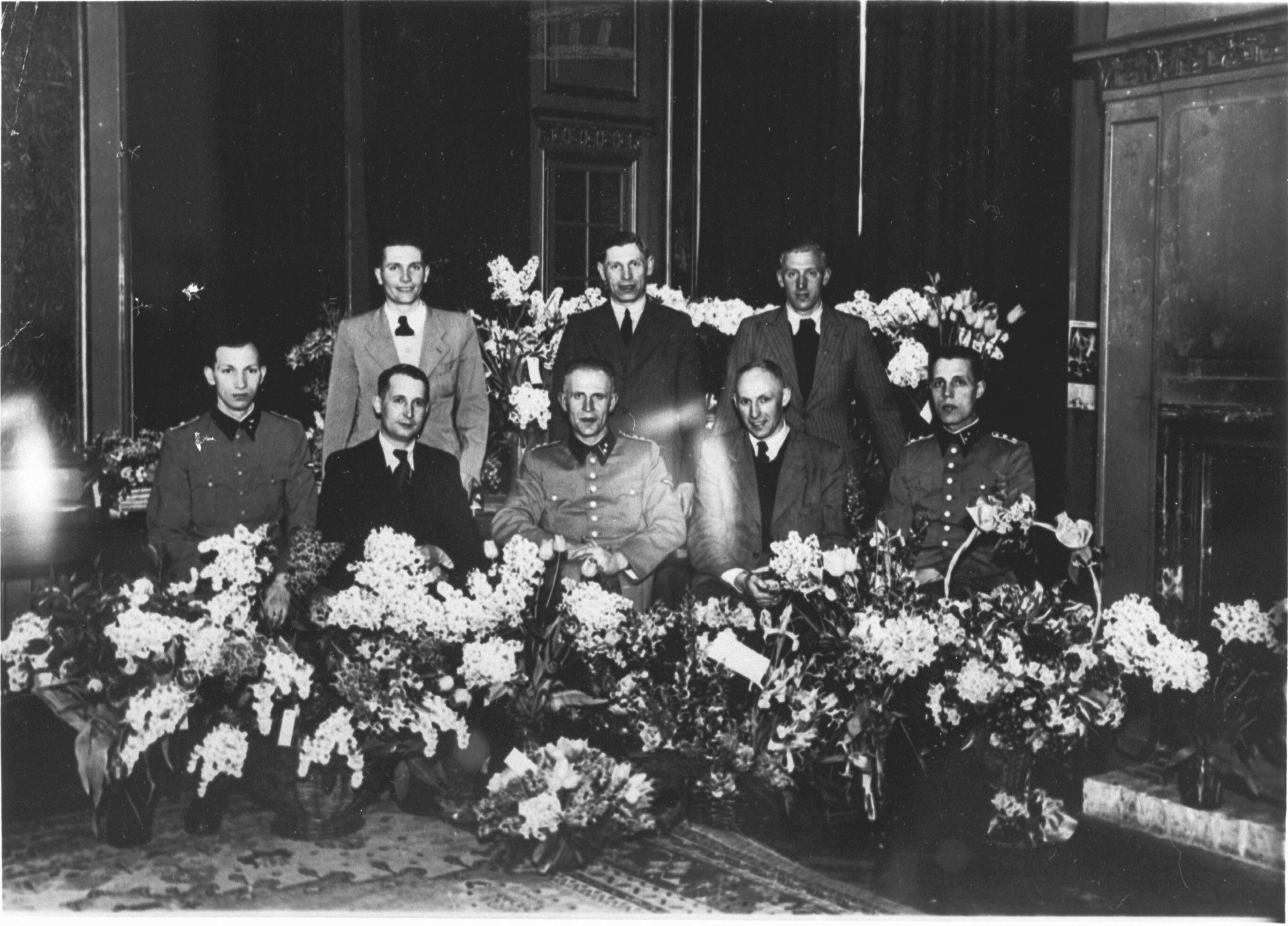
Commando Leemhuis 1944-45: Zittende v.l.n.r. Spaans, Websel, Leemhuis, Korsthorst, Heynis (plv. van Leemhuis). Staande v.l.n.r. Van der Weiden, Freiling, Osendarp

Het Commando Leemhuis (SD-Einsatzcommando Leemhuis) was een organisatie in de Tweede Wereldoorlog die was opgericht door de onderinspecteur van de Haagse politie en NSB’er Cornelis Leemhuis.
Het doel van de organisatie was in en rond Den Haag jagen op verzetsstrijders en onderduikers, infiltreren in “illegale” groeperingen, uitvoeren van huiszoekingen en arrestaties met uitlevering aan de Duitse Sicherheitsdienst (SD), maar ging ook over tot martelingen en moorden. Het commando stond in de wijde omgeving van Den Haag bekend als berucht en gevreesd. Een loyaal lid van deze organisatie was vanaf 1944 de Nederlandse atleet Tinus Osendarp.
Na de Tweede Wereldoorlog werd Leemhuis in eerste instantie veroordeeld tot levenslange gevangenisstraf, maar deze straf werd omgezet in tien jaar gevangenisstraf.
In de kaartenbak van de Haagse politie staat bij zijn naam "LEEMHUIS Cornelia". Hij had opdracht van de NSB'er Mermannus Potze, Gefreiter van de SS-Standarte "Westland" van de Waffen-SS, om te trachten binnen te dringen in illegale organisaties, die zich bezig hielden met spionage en geheime verbindingen met Engeland. Een degelijke penetratie gelukte hem in 1943, toen hij in contact kwam met Wouter Brave, die Leemhuis, onder de naam Dirk Beekhuizen opererend, beschouwde als een werker in de illegaliteit, met wie hij samenwerkte. Potze liet hem niet arresteren zoals gebruikelijk was in de contraspionage.